# Buff Bagwell
Marcus Alexander Bagwell (n. 10 ianuarie 1970, Marietta⁠(d), Georgia, SUA), mai cunoscut sub numele de ring Buff Bagwell, este un wrestler american. Bagwell este cunoscut în special pentru munca sa din World Championship Wrestling a anilor '90, unde a fost de 5 ori campion mondial pe echipe. În WCW, a fost membru New World Order (nWo).   

## Viața personală
Deși continua să fie wrestler activ și în zilele noastre, Bagwell a suferit un grav accident de mașină în 2012. În 2014, a intrat în industria filmelor pentru adulți.